# Phóng xạ

Phân rã alpha là một loại phân rã phóng xạ, trong đó hạt nhân nguyên tử phát ra một hạt alpha, và do đó biến đổi (hay "phân rã") thành một nguyên tử có số khối giảm 4 và số nguyên tử giảm đi 2.

Phóng xạ hay phóng xạ hạt nhân là hiện tượng một số hạt nhân nguyên tử không bền tự biến đổi và phát ra các bức xạ hạt nhân (thường được gọi là các tia phóng xạ). Các nguyên tử có tính phóng xạ gọi là các đồng vị phóng xạ, còn các nguyên tử không phóng xạ gọi là các đồng vị bền. Các nguyên tố hóa học chỉ gồm các đồng vị phóng xạ (không có đồng vị bền) gọi là nguyên tố phóng xạ. Một vật chất chứa các hạt nhân không bền được coi là chất phóng xạ. Ba trong số các loại phân rã phổ biến nhất là phân rã alpha, phân rã beta và phân rã gamma, tất cả đều liên quan đến việc phát ra một hoặc nhiều hạt hoặc photon. Lực yếu là cơ chế gây ra phân rã beta.
Phân rã phóng xạ là một quá trình ngẫu nhiên ở cấp độ các nguyên tử đơn lẻ. Theo lý thuyết lượng tử, không thể dự đoán khi nào một nguyên tử cụ thể sẽ phân rã, bất kể nguyên tử đó đã tồn tại bao lâu. Tuy nhiên, đối với một số lượng đáng kể các nguyên tử giống hệt nhau, tốc độ phân rã tổng thể có thể được biểu thị dưới dạng hằng số phân rã hoặc chu kỳ bán rã. Chu kỳ bán rã của nguyên tử phóng xạ có phạm vi rất lớn; từ gần như tức thời đến lâu hơn rất nhiều so với tuổi của vũ trụ.
Hạt nhân đang phân rã được gọi là hạt nhân phóng xạ mẹ (hoặc đồng vị phóng xạ mẹ ), và quá trình này tạo ra ít nhất một nuclide con. Ngoại trừ sự phân rã gamma hoặc sự chuyển đổi bên trong từ trạng thái kích thích hạt nhân, sự phân rã là một sự biến đổi hạt nhân dẫn đến một con chứa một số proton hoặc neutron khác nhau (hoặc cả hai). Khi số lượng proton thay đổi, một nguyên tử của một nguyên tố hóa học khác được tạo ra.
- Phân rã alpha xảy ra khi hạt nhân phóng ra một hạt alpha (hạt nhân heli).
- Sự phân rã beta xảy ra theo hai cách;
  - (I) phân rã trừ beta, khi hạt nhân phát ra một electron và một phản neutrino trong một quá trình biến đổi một neutron thành một proton.
  - (II) phân rã cộng beta, khi hạt nhân phát ra một positron và một neutrino trong một quá trình thay đổi một proton thành một neutron, quá trình này còn được gọi là phát xạ positron.
- Trong phân rã gamma, một hạt nhân phóng xạ đầu tiên bị phân rã bởi sự phát xạ của một hạt alpha hoặc beta. Hạt nhân con thường ở trạng thái kích thích và nó có thể phân rã xuống trạng thái năng lượng thấp hơn bằng cách phát ra photon tia gamma.
- Trong phát xạ neutron, các hạt nhân cực kỳ giàu neutron, được hình thành do các dạng phân rã khác hoặc sau nhiều lần bắt neutron liên tiếp, đôi khi mất năng lượng do phát xạ neutron, dẫn đến sự thay đổi từ đồng vị này sang đồng vị khác của cùng một nguyên tố.
- Trong quá trình bắt điện tử, hạt nhân có thể bắt giữ một điện tử quay quanh, khiến một proton chuyển đổi thành một neutron trong một quá trình gọi là bắt điện tử. Một neutrino và một tia gamma sau đó được phát ra.
- Trong phân rã cụm và phân hạch hạt nhân, một hạt nhân nặng hơn một hạt alpha được phát ra.

Ngược lại, có những quá trình phân rã phóng xạ không dẫn đến biến đổi hạt nhân. Năng lượng của một hạt nhân bị kích thích có thể được phát ra dưới dạng tia gamma trong một quá trình gọi là phân rã gamma, hoặc năng lượng đó có thể bị mất đi khi hạt nhân tương tác với một electron quỹ đạo gây ra sự phóng ra khỏi nguyên tử của nó, trong một quá trình được gọi là chuyển đổi bên trong. Một kiểu phân rã phóng xạ khác dẫn đến các sản phẩm thay đổi, xuất hiện dưới dạng hai hoặc nhiều "mảnh" của hạt nhân ban đầu với một loạt các khối lượng có thể. Sự phân rã này, được gọi là sự phân hạch tự phát, xảy ra khi một hạt nhân lớn không ổn định tự phân tách thành hai (hoặc đôi khi ba) hạt nhân con nhỏ hơn, và thường dẫn đến sự phát xạ tia gamma, neutron hoặc các hạt khác từ các sản phẩm đó. Ngược lại, các sản phẩm phân rã từ hạt nhân có spin có thể được phân phối không đẳng hướng đối với hướng spin đó. Có thể do ảnh hưởng bên ngoài như trường điện từ, hoặc do hạt nhân được tạo ra trong một quá trình động lực hạn chế hướng quay của nó, hiện tượng dị hướng có thể được phát hiện. Quá trình mẹ như vậy có thể là một quá trình phân rã trước đó, hoặc một phản ứng hạt nhân. 
Để có bảng tóm tắt hiển thị số lượng các nuclit phóng xạ và ổn định trong mỗi loại, hãy xem hạt nhân phóng xạ. Có 28 nguyên tố hóa học tự nhiên trên Trái Đất là chất phóng xạ, trong đó có 34 hạt nhân phóng xạ (6 nguyên tố có 2 hạt nhân phóng xạ khác nhau) có niên đại trước thời điểm hình thành Hệ Mặt trời. 34 chất này được gọi là nuclêôtit nguyên thủy. Các ví dụ nổi tiếng là urani và thori, nhưng cũng bao gồm các đồng vị phóng xạ tồn tại lâu dài trong tự nhiên, chẳng hạn như kali-40.
Khoảng 50 hạt nhân phóng xạ khác có tuổi thọ ngắn hơn, chẳng hạn như radium-226 và radon-222, được tìm thấy trên Trái Đất, là sản phẩm của chuỗi phân rã bắt đầu với các nuclide nguyên thủy, hoặc là sản phẩm của các quá trình vũ trụ đang diễn ra, chẳng hạn như tạo thành carbon-14 từ nitơ-14 trong khí quyển bởi các tia vũ trụ. Hạt nhân phóng xạ cũng có thể được sản xuất nhân tạo trong máy gia tốc hạt hoặc lò phản ứng hạt nhân, dẫn đến 650 hạt trong số này có chu kỳ bán rã hơn một giờ, và vài nghìn hạt nhân nữa có chu kỳ bán rã thậm chí còn ngắn hơn.  

## Lịch sử

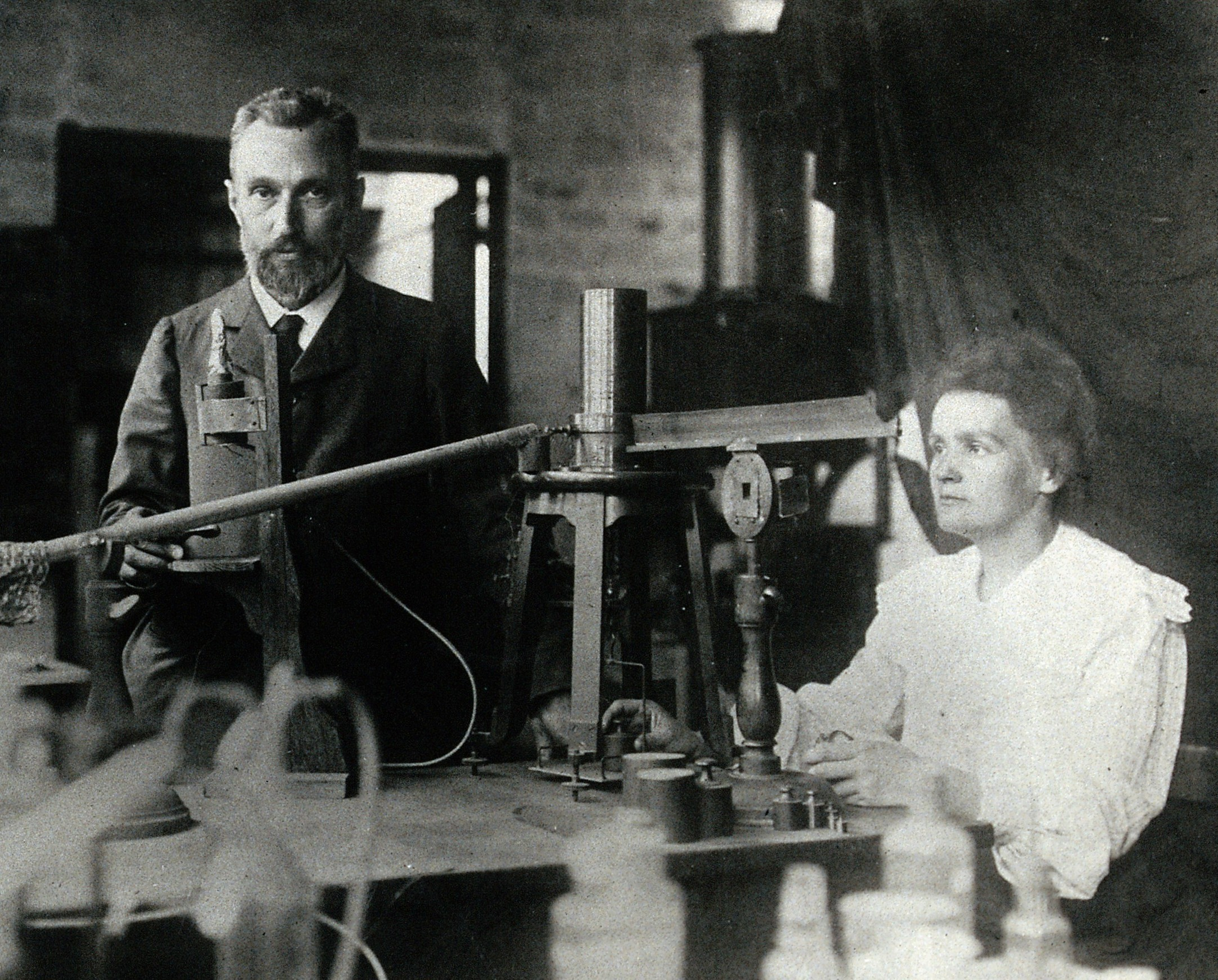
Pierre và Marie Curie trong phòng thí nghiệm Paris của họ, trước năm 1907

Phóng xạ được nhà khoa học người Pháp Henri Becquerel phát hiện vào năm 1896 khi làm việc với vật liệu phát quang. Những vật liệu này phát sáng trong bóng tối sau khi tiếp xúc với ánh sáng, và ông nghi ngờ rằng sự phát sáng được tạo ra trong ống tia âm cực bởi tia X có thể liên quan đến hiện tượng lân quang. Ông bọc một tấm ảnh bằng giấy đen và đặt nhiều loại muối phát quang lên đó. Tất cả các kết quả đều âm tính cho đến khi ông sử dụng muối urani. Các muối urani làm cho đĩa bị đen đi mặc dù đĩa được bọc trong giấy đen. Những bức xạ này được đặt tên là "Tia Becquerel".
Rõ ràng là sự đen đi của tấm này không liên quan gì đến hiện tượng lân quang, vì sự đen đi cũng được tạo ra bởi các muối không phát quang của urani và bởi urani kim loại. Từ những thí nghiệm này, người ta thấy rõ rằng có một dạng bức xạ không nhìn thấy được có thể đi qua giấy và làm cho tấm giấy phản ứng như thể được chiếu dưới ánh sáng.
Lúc đầu, có vẻ như bức xạ mới tương tự như tia X được phát hiện gần đây. Nghiên cứu sâu hơn của Becquerel, Ernest Rutherford, Paul Villard, Pierre Curie, Marie Curie, và những người khác cho thấy dạng phóng xạ này phức tạp hơn đáng kể. Rutherford là người đầu tiên nhận ra rằng tất cả các nguyên tố như vậy đều phân rã theo cùng một công thức hàm mũ toán học. Rutherford và học trò của ông là Frederick Soddy là những người đầu tiên nhận ra rằng nhiều quá trình phân rã dẫn đến sự biến đổi của nguyên tố này sang nguyên tố khác. Sau đó, định luật dịch chuyển phóng xạ của Fajans và Soddy được xây dựng để mô tả các sản phẩm của phân rã alpha và beta.
Các nhà nghiên cứu ban đầu cũng phát hiện ra rằng nhiều nguyên tố hóa học khác, ngoài urani, có đồng vị phóng xạ. Một cuộc tìm kiếm có hệ thống về tổng hoạt độ phóng xạ trong quặng urani cũng đã giúp Pierre và Marie Curie cô lập hai nguyên tố mới: poloni và radi. Ngoại trừ tính phóng xạ của radi, sự giống nhau về mặt hóa học của radi với bari khiến hai nguyên tố này rất khó phân biệt.
Nghiên cứu về phóng xạ của Marie và Pierre Curie là một yếu tố quan trọng trong khoa học và y học. Sau khi nghiên cứu về tia Becquerel, họ đã phát hiện ra cả radi và poloni, họ đã đặt ra thuật ngữ "phóng xạ". Nghiên cứu của họ về các tia xuyên thấu trong urani và phát hiện ra radi đã khởi động một kỷ nguyên sử dụng radi để điều trị ung thư. Việc phát hiện nguyên tố rađi của họ có thể được coi là hoạt động sử dụng năng lượng hạt nhân vì mục đích hòa bình đầu tiên và là bước khởi đầu của y học hạt nhân hiện đại.

## Nguy hiểm sức khỏe ban đầu

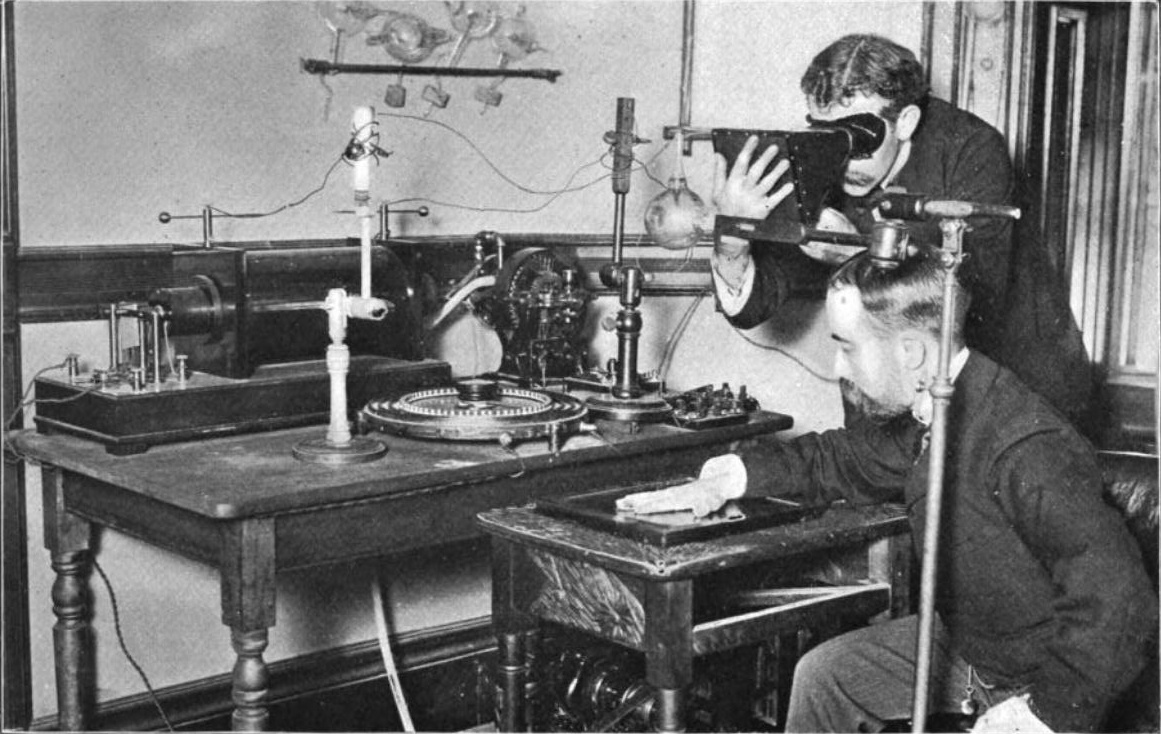
Chụp ảnh X-quang với thiết bị ống Crookes thời kỳ đầu năm 1896. Ống Crookes có thể nhìn thấy ở trung tâm. Người đàn ông đang đứng đang xem bàn tay của mình với màn hình fluoroscope; đây là một cách phổ biến để thiết lập ống. Không có biện pháp phòng ngừa nào đối với việc tiếp xúc với bức xạ đang được thực hiện; những mối nguy hiểm của nó không được biết đến vào thời điểm đó.

Những nguy hiểm của bức xạ ion hóa do phóng xạ và tia X không được nhận ra ngay lập tức.

### Tia X
Việc Wilhelm Röntgen phát hiện ra tia X vào năm 1895 đã dẫn đến việc các nhà khoa học, bác sĩ và nhà phát minh thử nghiệm rộng rãi. Nhiều người bắt đầu kể lại những câu chuyện về bỏng, rụng tóc và tệ hơn trên các tạp chí kỹ thuật ngay từ năm 1896. Vào tháng 2 năm đó, Giáo sư Daniel và Tiến sĩ Dudley của Đại học Vanderbilt đã thực hiện một thí nghiệm liên quan đến việc X-raying đầu của Dudley khiến ông bị rụng tóc. Một báo cáo của Tiến sĩ HD Hawks về việc ông bị bỏng nặng ở tay và ngực trong một cuộc trình diễn bằng tia X, là báo cáo đầu tiên trong số nhiều báo cáo khác trên tạp chí Electrical Review.
Những người thử nghiệm khác, bao gồm Elihu Thomson và Nikola Tesla, cũng báo cáo bị bỏng. Thomson cố tình để ngón tay tiếp xúc với ống tia X trong một thời gian và bị đau, sưng và phồng rộp. Các tác động khác, bao gồm tia cực tím và ôzôn, đôi khi được cho là nguyên nhân gây ra thiệt hại, và nhiều bác sĩ vẫn khẳng định rằng không có bất kỳ ảnh hưởng nào từ việc tiếp xúc với tia X.
Mặc dù vậy, đã có một số cuộc điều tra về mối nguy có hệ thống ban đầu, và ngay từ năm 1902, William Herbert Rollins đã viết một cách gần như tuyệt vọng rằng những cảnh báo của ông về những nguy hiểm liên quan đến việc sử dụng bất cẩn tia X đã không được ngành công nghiệp hay các đồng nghiệp của ông để ý đến. Vào thời điểm này, Rollins đã chứng minh rằng tia X có thể giết chết động vật thí nghiệm, có thể khiến một con chuột lang đang mang thai bị sẩy thai và chúng có thể giết chết một bào thai. Ông cũng nhấn mạnh rằng "động vật khác nhau về tính nhạy cảm với hành động bên ngoài của tia X" và cảnh báo rằng những khác biệt này được xem xét khi bệnh nhân được điều trị bằng phương pháp X-quang.

### Chất phóng xạ

Tính phóng xạ là đặc trưng của các nguyên tố có số hiệu nguyên tử lớn. Các nguyên tố có ít nhất một đồng vị ổn định được hiển thị bằng màu xanh lam nhạt. Màu xanh lục thể hiện các nguyên tố trong đó đồng vị ổn định nhất có chu kỳ bán rã được tính bằng hàng triệu năm. Màu vàng và da cam dần dần kém ổn định hơn, với chu kỳ bán rã hàng nghìn hoặc hàng trăm năm, giảm dần về một ngày. Màu đỏ và màu tím cho thấy các nguyên tố có tính phóng xạ cao và cực kỳ mạnh trong đó các đồng vị ổn định nhất thể hiện chu kỳ bán rã được đo theo thứ tự một ngày và ít hơn nhiều.

Tuy nhiên, các tác động sinh học của bức xạ do chất phóng xạ ít dễ đo hơn. Điều này đã tạo cơ hội cho nhiều bác sĩ và tập đoàn tiếp thị các chất phóng xạ dưới dạng thuốc bằng sáng chế. Ví dụ như phương pháp điều trị bằng thuốc xổ radi và nước có chứa radi để uống như thuốc bổ. Marie Curie phản đối cách điều trị này, cảnh báo rằng tác động của bức xạ đối với cơ thể con người chưa được hiểu rõ. Curie sau đó đã chết vì bệnh thiếu máu bất sản sinh tủy, có thể do tiếp xúc với bức xạ ion hóa. Đến những năm 1930, sau một số trường hợp hoại tử xương và tử vong của những người đam mê điều trị bằng radi, các sản phẩm thuốc có chứa radi đã bị loại bỏ phần lớn khỏi thị trường (lang băm phóng xạ).

### Bảo vệ phóng xạ
Chỉ một năm sau khi Röntgen phát hiện ra tia X, kỹ sư người Mỹ Wolfram Fuchs (1896) đã đưa ra lời khuyên bảo vệ có lẽ là đầu tiên, nhưng mãi đến năm 1925, Đại hội X quang quốc tế (ICR) đầu tiên mới được tổ chức và xem xét việc thiết lập sự bảo vệ quốc tế. Ảnh hưởng của phóng xạ lên gen, bao gồm cả ảnh hưởng của nguy cơ ung thư, đã được công nhận muộn hơn nhiều. Năm 1927, Hermann Joseph Muller công bố nghiên cứu cho thấy các tác động của phóng xạ lên gen và năm 1946, ông được trao giải Nobel Sinh lý học hoặc Y học cho những phát hiện của mình.
ICR lần thứ hai được tổ chức tại Stockholm vào năm 1928 và đề xuất việc thông qua đơn vị rontgen, và 'Ủy ban Bảo vệ Tia X và Radium Quốc tế' (IXRPC) được thành lập. Rolf Sievert được chỉ định là Chủ tịch, nhưng động lực là George Kaye của Phòng thí nghiệm Vật lý Quốc gia Anh. Ủy ban đã họp vào các năm 1931, 1934 và 1937.
Sau Chiến tranh thế giới thứ hai, phạm vi và số lượng chất phóng xạ được xử lý ngày càng tăng do các chương trình hạt nhân quân sự và dân sự dẫn đến việc nhiều nhóm lao động và công chúng có khả năng bị phơi nhiễm với mức độ bức xạ ion hóa có hại. Điều này đã được xem xét tại ICR đầu tiên sau chiến tranh được triệu tập ở London vào năm 1950, khi Ủy ban Quốc tế về Bảo vệ Phóng xạ (ICRP) hiện nay ra đời. Kể từ đó, ICRP đã phát triển hệ thống quốc tế hiện nay về bảo vệ phóng xạ, bao gồm tất cả các khía cạnh của nguy cơ phóng xạ.

## Đơn vị phóng xạ

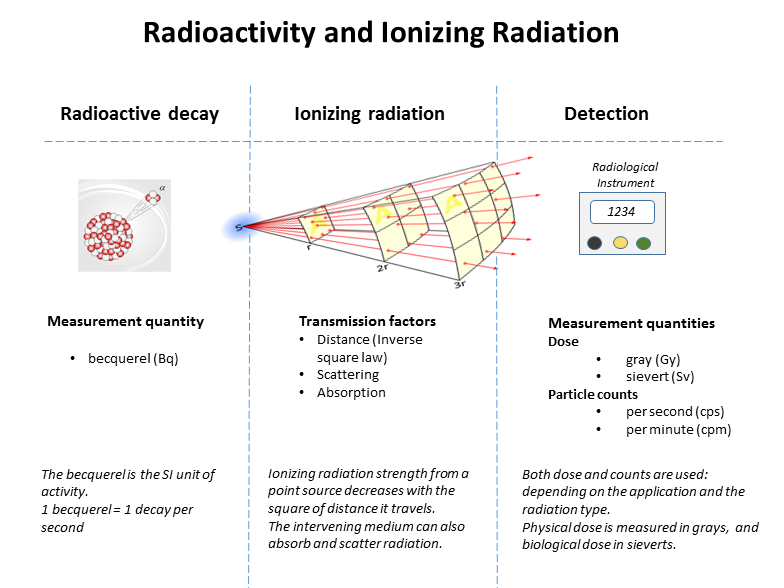
Đồ họa thể hiện mối quan hệ giữa độ phóng xạ và bức xạ ion hóa được phát hiện

Đơn vị hoạt động phóng xạ của Hệ Đơn vị Quốc tế (SI) là becquerel (Bq), được đặt tên để vinh danh nhà khoa học Henri Becquerel. Một Bq được định nghĩa là một lần biến đổi (hoặc phân rã) mỗi giây.
Một đơn vị cũ của độ phóng xạ là curie, Ci, ban đầu được định nghĩa là "số lượng hoặc khối lượng phát xạ rađi ở trạng thái cân bằng với một gam (nguyên tố) rađi ". Ngày nay, curie được định nghĩa là 37×1010 phân rã mỗi giây, do đó 1   curie (Ci) = 37×1010 Bq. Vì mục đích bảo vệ phóng xạ, mặc dù Ủy ban Điều tiết Hạt nhân Hoa Kỳ cho phép sử dụng đơn vị curie cùng với đơn vị SI, các chỉ thị về đơn vị đo lường của Liên minh châu Âu yêu cầu loại bỏ dần việc sử dụng nó cho các mục đích "sức khỏe cộng đồng..." đến ngày 31 tháng 12 năm 1985.
Ảnh hưởng của bức xạ ion hóa thường được đo bằng đơn vị Gray đối với cơ học hoặc Sievert đối với tổn thương mô.

## Các loại phân rã

Các hạt alpha có thể bị ngăn lại hoàn toàn bởi một tờ giấy, các hạt beta bằng tấm chắn nhôm. Tia gamma chỉ có thể bị giảm đi bởi khối lượng lớn hơn nhiều, chẳng hạn như một lớp chì rất dày.

Sơ đồ phân rã ^{137} Cs cho thấy chu kỳ bán rã, các nuclide con, các loại và tỷ lệ bức xạ được phát ra

Các nhà nghiên cứu ban đầu phát hiện ra rằng một điện trường hoặc từ trường có thể chia sự phát xạ phóng xạ thành ba loại chùm tia. Các tia được đặt tên là alpha, beta và gamma, theo thứ tự tăng dần khả năng xuyên qua vật chất của chúng. Sự phân rã alpha chỉ được quan sát thấy ở các nguyên tố nặng hơn có số nguyên tử 52 (tellurium) và lớn hơn, ngoại trừ beryli-8 (phân rã thành hai hạt alpha). Hai loại phân rã khác được quan sát thấy trong tất cả các nguyên tố. Chì, số hiệu nguyên tử 82, là nguyên tố nặng nhất để có bất kỳ đồng vị nào bền (với giới hạn đo lường) trong phân rã phóng xạ. Phân rã phóng xạ được nhìn thấy trong tất cả các đồng vị của tất cả các nguyên tố có số nguyên tử 83 (bismuth) hoặc lớn hơn. Tuy nhiên, Bismuth-209 chỉ có tính phóng xạ rất nhẹ, với chu kỳ bán rã lớn hơn tuổi của vũ trụ; các đồng vị phóng xạ có chu kỳ bán rã cực dài được coi là ổn định hiệu quả cho các mục đích thực tế. 

Sơ đồ chuyển đổi cho các chế độ phân rã của một hạt nhân phóng xạ, với số neutron N và số nguyên tử Z (được hiển thị là phát xạ α, β ^{±}, p ^{+} và n ^{0}, EC biểu thị sự bắt giữ điện tử).

Các dạng phân rã phóng xạ liên quan đến số neutron và proton

Khi phân tích bản chất của các sản phẩm phân rã, rõ ràng là theo hướng của lực điện từ tác dụng lên bức xạ của từ trường và điện trường bên ngoài, các hạt alpha mang điện tích dương, hạt beta mang điện tích âm và tia gamma là trung hòa. Từ độ lớn của độ lệch, rõ ràng là các hạt alpha có khối lượng lớn hơn nhiều so với các hạt beta. Đưa các hạt alpha qua một cửa sổ kính rất mỏng và nhốt chúng trong một ống phóng điện cho phép các nhà nghiên cứu nghiên cứu quang phổ phát xạ của các hạt bị bắt, và cuối cùng đã chứng minh rằng các hạt alpha là hạt nhân heli. Các thí nghiệm khác cho thấy bức xạ beta, phát sinh từ sự phân rã và tia âm cực, là các electron tốc độ cao. Tương tự như vậy, bức xạ gamma và tia X được coi là bức xạ điện từ năng lượng cao.
Mối quan hệ giữa các loại phân rã cũng bắt đầu được xem xét: Ví dụ, phân rã gamma hầu như luôn được phát hiện có liên quan đến các loại phân rã khác, và xảy ra vào cùng thời điểm hoặc sau đó. Phân rã gamma là một hiện tượng riêng biệt, với chu kỳ bán rã của riêng nó (ngày nay được gọi là quá trình chuyển đổi đồng phân), được tìm thấy trong phóng xạ tự nhiên là kết quả của sự phân rã gamma của các đồng phân hạt nhân di căn kích thích, lần lượt được tạo ra từ các loại phân rã khác.
Mặc dù các bức xạ alpha, beta và gamma được tìm thấy phổ biến nhất, nhưng các loại bức xạ khác cuối cùng đã được phát hiện. Ngay sau khi phát hiện ra positron trong các sản phẩm tia vũ trụ, người ta nhận ra rằng cùng một quá trình hoạt động trong phân rã beta cổ điển cũng có thể tạo ra positron (phát xạ positron), cùng với neutrino (phân rã beta cổ điển tạo ra phản neutrino). Trong một quá trình tương tự phổ biến hơn, được gọi là bắt điện tử, một số nuclide giàu proton đã được tìm thấy để bắt các điện tử nguyên tử của chính chúng thay vì phát ra positron, và sau đó các nuclide này chỉ phát ra một neutrino và một tia gamma từ hạt nhân bị kích thích (và thường là cả Auger điện tử và tia X đặc trưng, là kết quả của sự sắp xếp lại trật tự của các điện tử để lấp đầy vị trí của điện tử bị bắt còn thiếu). Những loại phân rã này liên quan đến sự bắt giữ hạt nhân của các electron hoặc sự phát xạ của các electron hoặc positron, và do đó có tác dụng di chuyển một hạt nhân theo tỷ lệ giữa neutron và proton có năng lượng ít nhất trong tổng số nucleon nhất định. Do đó, điều này tạo ra một hạt nhân ổn định hơn (năng lượng thấp hơn).
(Một quá trình lý thuyết của việc bắt positron, tương tự như việc bắt electron, có thể trong nguyên tử phản vật chất, nhưng chưa được quan sát, như các nguyên tử phản vật chất phức tạp vượt antihelium không có sẵn dưới dạng thực nghiệm. Một sự phân rã như vậy sẽ đòi hỏi các nguyên tử phản vật chất ít nhất phải phức tạp như beryli-7, đồng vị nhẹ nhất được biết đến của vật chất bình thường phải trải qua quá trình phân rã bằng cách bắt giữ điện tử.)
Ngay sau khi phát hiện ra neutron vào năm 1932, Enrico Fermi nhận ra rằng một số phản ứng phân rã beta hiếm gặp ngay lập tức tạo ra neutron như một hạt phân rã (phát xạ neutron). Sự phát xạ proton cô lập cuối cùng đã được quan sát thấy ở một số nguyên tố. Người ta cũng nhận thấy rằng một số nguyên tố nặng có thể trải qua quá trình phân hạch tự phát thành các sản phẩm có thành phần khác nhau. Trong một hiện tượng gọi là phân rã cụm, các tổ hợp cụ thể của neutron và proton không phải là hạt alpha (hạt nhân heli) được phát hiện một cách tự phát từ các nguyên tử.
Các loại phân rã phóng xạ khác được phát hiện là phát ra các hạt đã thấy trước đây, nhưng thông qua các cơ chế khác nhau. Một ví dụ là chuyển đổi bên trong, dẫn đến phát xạ điện tử ban đầu, và sau đó thường đặc trưng hơn nữa là phát xạ tia X và điện tử Auger, mặc dù quá trình chuyển đổi nội bộ không liên quan đến phân rã beta hay gamma. Một neutrino không được phát ra, và không có (các) electron và (các) photon nào được phát ra bắt nguồn từ hạt nhân, mặc dù năng lượng để phát ra tất cả chúng đều bắt nguồn từ đó. Phân rã chuyển đổi bên trong, giống như phân rã gamma chuyển tiếp đồng phân và phát xạ neutron, liên quan đến việc giải phóng năng lượng bởi một nuclide bị kích thích, mà không có sự biến đổi của một nguyên tố này thành nguyên tố khác.
Các sự kiện hiếm có liên quan đến sự kết hợp của hai sự kiện loại phân rã beta xảy ra đồng thời đã được biết đến (xem bên dưới). Bất kỳ quá trình phân rã nào không vi phạm định luật bảo toàn năng lượng hoặc động lượng (và có lẽ cả các định luật bảo toàn hạt khác) đều được phép xảy ra, mặc dù không phải tất cả đều đã được phát hiện. Một ví dụ thú vị được thảo luận trong phần cuối cùng, đó là sự phân rã beta ở trạng thái bị ràng buộc của rhenium-187. Trong quá trình này, sự phân rã điện tử beta của nuclide mẹ không đi kèm với sự phát xạ điện tử beta, vì hạt beta đã bị bắt vào vỏ K của nguyên tử phát xạ. Một phản neutrino được phát ra, như trong tất cả các phân rã beta âm.
Hạt nhân phóng xạ có thể trải qua một số phản ứng khác nhau. Những điều này được tóm tắt trong bảng sau. Một hạt nhân có số khối A và số hiệu nguyên tử Z được biểu diễn là (A, Z). Cột "Hạt nhân con" chỉ ra sự khác biệt giữa hạt nhân mới và hạt nhân ban đầu. Do đó, (A   -   1, Z) có nghĩa là số khối ít hơn trước một, nhưng số hiệu nguyên tử vẫn như cũ.
Nếu hoàn cảnh năng lượng thuận lợi, một hạt nhân phóng xạ nhất định có thể trải qua nhiều kiểu phân rã cạnh tranh, với một số nguyên tử phân rã theo một lộ trình, và những nguyên tử khác phân rã theo một lộ trình khác. Một ví dụ là đồng-64, có 29 proton và 35 neutron, phân hủy với chu kỳ bán rã khoảng 12,7 giờ. Đồng vị này có một proton chưa ghép cặp và một neutron chưa ghép đôi, do đó, proton hoặc neutron có thể phân rã thành hạt khác, hạt có isospin đối lập. Nuclide cụ thể này (mặc dù không phải tất cả các nuclide trong trường hợp này) hầu như có khả năng phân rã thông qua phát xạ positron (18%), hoặc thông qua bắt giữ điện tử (43%), cũng như thông qua phát xạ điện tử (39%). Các trạng thái năng lượng kích thích sinh ra từ những phân rã này không kết thúc ở trạng thái năng lượng cơ bản, cũng tạo ra chuyển đổi bên trong muộn hơn và phân rã gamma trong gần 0,5% thời gian.
Phổ biến hơn ở các nuclide nặng là sự cạnh tranh giữa phân rã alpha và beta. Các nuclide con sau đó thường sẽ phân rã lần lượt qua phân rã beta hoặc alpha, để kết thúc ở cùng một vị trí.
Sự phân rã phóng xạ dẫn đến giảm tổng khối lượng nghỉ, một khi năng lượng giải phóng (năng lượng phân hủy) đã thoát ra ngoài theo một cách nào đó. Mặc dù năng lượng phân rã đôi khi được định nghĩa là liên quan đến sự chênh lệch giữa khối lượng của các sản phẩm nuclide mẹ và khối lượng của các sản phẩm phân rã, điều này chỉ đúng với phép đo khối lượng nghỉ, trong đó một số năng lượng đã được loại bỏ khỏi hệ sản phẩm. Điều này đúng vì năng lượng phân rã phải luôn mang theo khối lượng ở bất cứ nơi nào nó xuất hiện (xem khối lượng trong thuyết tương đối hẹp) theo công thức E   =   mc 2. Năng lượng phân rã ban đầu được giải phóng bằng năng lượng của các photon phát ra cộng với động năng của các hạt phát ra có khối lượng lớn (tức là các hạt có khối lượng nghỉ). Nếu các hạt này đạt đến trạng thái cân bằng nhiệt với môi trường xung quanh và các photon bị hấp thụ, thì năng lượng phân rã được chuyển thành nhiệt năng, vẫn giữ nguyên khối lượng của nó.
Do đó, năng lượng phân rã vẫn gắn liền với một số đo khối lượng nhất định của hệ phân rã, được gọi là khối lượng bất biến, không thay đổi trong quá trình phân rã, mặc dù năng lượng phân rã được phân bố giữa các hạt phân rã. Năng lượng của các photon, động năng của các hạt phát ra và sau này là nhiệt năng của vật chất xung quanh, tất cả đều góp phần tạo nên khối lượng bất biến của hệ. Như vậy, trong khi tổng các khối lượng còn lại của các hạt không được bảo toàn trong phân rã phóng xạ, khối lượng hệ thống và hệ thống bất biến khối lượng (và cũng là hệ thống tổng năng lượng) được bảo toàn trong suốt bất kỳ quá trình phân rã. Đây là sự phát biểu lại các định luật tương đương về bảo toàn năng lượng và bảo toàn khối lượng.